# توهم بهشتی
توهم بهشتی (天国大魔境 Tengoku Daimakyō) یک مجموعهٔ مانگاییِ ژاپنی به تصویر و قلمِ ماساکازو ایشیگورو است. این مجموعه از ژانویه ۲۰۱۸ توسط کودانشا در ماهنامه افترنون در حال چاپ است، و فصل‌های آن تا اکتبر ۲۰۲۴، در یازده جلد تانکوبون جمع‌آوری شده است. یک مجموعه تلویزیونی انیمه سیزده قسمتی نیز به کارگردانی هیروتاکا موری توسط استودیوی پروداکشن آی. جی بر پایه نسخه مانگا دستمایه اقتباس قرار گرفت که پخش آن از آوریل تا ژوئن ۲۰۲۳ ادامه داشت.
داستان شامل دو خط موازی است که یکی از آن‌ها مربوط به شخصیت‌های مارو (maro) و کیروکو (kiruko) است که در دنیایی پساآخرالزمانی سفر می‌کنند و رویِ دیگرِ داستانْ پیرامون گروهی از کودکان است که در یک مدرسه زندگی می‌کنند. این سریال با الهام از مانگایی از مانگا ایشی گورو ساخته شده.
این پویانمایی و مانگایش به دلیل توجه به موضوعات جنسیتی، با بازخودهای تحسین‌برانگیزی مواجه شدند.

## خلاصه
پانزده سال از فاجعهٔ کم‌نظیری می‌گذرد که تمدن نوین را به‌طور کامل نابود کرده است. گروهی از کودکان در مکانی جدا از دنیای بیرون زندگی می‌کنند. هر یک از کودکان، توانایی خارق‌العاده‌ای دارد. پیشینهٔ زیست‌گاهِ کودکان نیز مبهم و دردناک است. روزی یکی از کودکان، دختری به نام توکیو، پیامی در تبلتِ خود دریافت می‌کند که از او می‌پرسد: «می‌خواهی به بیرونِ بیرون بروی؟» میمیهیمه (mimihime)، دختر دیگری که در همان مرکز زندگی می‌کند و گویا قابلیت پیش‌بینی دارد به توکیو می‌گوید دو نفر از بیرون برای نجاتش خواهند آمد که یکی‌شان شبیه به توکیو است.
در همین حین، در طرف دیگرِ موازیِ داستان، پسری به نام مارو که دقیقاً شبیه توکیو است، با دختری به نام کیروکو در این ژاپنِ ویران‌گشته در جستجوی جایی به نامِ «بهشت» هستند. فردی کیروکو را موظف کرده که تا رساندنِ مارو به «بهشت»، محافظش باشد. مارو دارای توانی ماوراءالطبیعه است که با آن می‌تواند هیولاها را بکشد و همین موضوع سبب شده که فردِ نام‌برده، مارو را راهیِ «بهشت» بکند.
اتفاقات عجیب و غریب و معماگونه‌ای در مدرسه و بیرون از مدرسه رُخ می‌دهند که به نظر می‌رسد با هم مرتبط اند.